# Euphorbia linguiformis
Euphorbia linguiformis är en törelväxtart som beskrevs av Mcvaugh. Euphorbia linguiformis ingår i släktet törlar, och familjen törelväxter. Inga underarter finns listade i Catalogue of Life.